# Maldive Victory
Koordinaten: 4° 10′ 43,9″ N, 73° 31′ 32,9″ O
Die Maldive Victory war ein Frachtschiff, das 1981 im Nord-Malé-Atoll der Malediven auf ein Riff auffuhr und sank. Das Wrack dient heute als Tauchplatz.

## Geschichte
Die Maldive Victory wurde 1958 auf der Werft Robb Caledon in Leith als Malatian gebaut; es handelte sich um einen 82 m langen und 13 m breiten 3.500-Tonnen-Frachter.
Bis 1962 stand das Schiff im Dienst der britischen Ellerman Lines. Im Jahr 1962 wurde die Malatian an das Tochterunternehmen Westcott & Laurance überstellt. Ab 1969 fuhr das Schiff wieder für das Mutterunternehmen. Im Jahr 1971 wurde der Frachter an die Reederei Maldives Shipping verkauft und in Maldive Victory umbenannt.

## Untergang
Am späten Abend des 12. Februar 1981 erreichte das aus Singapur kommende und mit Verbrauchsgütern für die Touristenresorts, Ersatzteilen sowie Zementsäcken beladene Schiff die maledivische Hauptstadt Malé, fuhr jedoch aufgrund zu hoher Geschwindigkeit am Hafen vorbei und lief auf das die Flughafeninsel Hulhulé umgebene Riff auf. Da der nur zehn Jahre alte Frachter nicht mit Schotten ausgestattet war, sank er trotz des relativ kleinen Lecks innerhalb weniger Stunden mit der gesamten Ladung, wobei niemand verletzt wurde. Die Besatzung und die wenigen Passagiere konnten sich auf die 30 Meter entfernte Landebahn des Flughafens retten.
Kurz nach dem Untergang wurde das Schiff von Tauchern geplündert, hauptsächlich wurde der an Bord befindliche Alkohol entwendet. Nachdem die maledivische Nationalgarde das Wrack abgesichert hatte, konnte eine aus ungefähr 20 Tauchern bestehende Gruppe innerhalb von neun Monaten alles Brauchbare bergen; heute ist das Schiff, abgesehen von den ausgehärteten Zementsäcken, leer.

## Wrack als Tauchplatz
Schon bald nach dem Untergang wurde das zwischen den Inseln Malé und Hulhulé liegende Wrack von den Tauchbasen der umliegenden Inselresorts als Tauchziel entdeckt.
Das Wrack liegt an der Westseite der Flughafeninsel, genau gesagt beim südlichen ersten Viertel der Landebahn. Es liegt aufrecht, mit dem Bug nach Norden, parallel zum Riff, in 30–35 m Tiefe auf Sandgrund. Die Position ist mit einer Boje gekennzeichnet, an der die Tauchboote festmachen. Die starken Strömungen zwischen den beiden Inseln machen das Auf- und Abtauchen meist an einem Seil erforderlich. Der Großmast ragt 12 m hoch herauf. Auf dem Deck ist der Taucher relativ durch die Aufbauten vor der Strömung geschützt. Die Laderäume stehen offen und können betaucht werden, so können die noch heute sauber aufgestapelten Zementsäcke in den Laderäumen betrachtet werden.
Das Schiffswrack wurde mit der Zeit von der Natur zurückerobert; zahlreiche Tierarten, etwa Schildkröten, Stachelmakrelen, Zackenbarsche, Füsiliere, Fledermausfische, Barrakudas sowie Korallen haben sich im und um das Schiff angesiedelt, was dazu führte, dass das Gebiet zum Meeresschutzgebiet erklärt wurde.